# Доставлений мертвим
«Доставлений мертвим» або «Мертвий по прибуттю» означає, що після прибуття до медичного закладу або прибуття парамедиків на місце події пацієнт не підлягає рятуванню, тобто не може бути реанімований.
В англійській мові використовуються терміни Dead on arrival (DOA, «мертвий по прибутті»), Dead in the field («помер в польових умовах»), Brought in dead (BID «доставлений мертвим»), and Dead right there (DRT, «помер на місці»).
У деяких юрисдикціях працівники служби швидкого реагування (наприклад, швидкої допомоги, поліції, пожежної служби тощо) повинні усно проконсультуватися з лікарем, перш ніж офіційно констатувати смерть пацієнта, але після початку серцево-легеневої реанімації (СЛР) її необхідно продовжувати, доки лікар не констатує смерть пацієнта.

## Медичні ознаки смерті
По прибутті до пацієнта медичні працівники зобов'язані почати СЛР, якщо смерть пацієнта не є очевидною. У більшості випадків критерії, що дозволяють вважати пацієнта очевидно мертвим, ось такі:
- Травми, несумісні з життям, наприклад: обезголовлення, катастрофічна травма головного мозку, згорання, фрагментація тіла або травми, які не дозволяють ефективно проводити серцево-легеневу реанімацію. Якщо пацієнт отримав такі травми, інтуїтивно очевидно, що вижити з ними він не міг.
- Трупне задубіння (rigor mortis), вказує на те, що пацієнт мертвий протягом щонайменше кількох годин.
- Очевидні ознаки розкладання.
- Трупні плями (livor mortis) вказують на те, що тіло пробуло без пульсу та в одному положенні достатньо довго, щоб кров опустилася та зібралася всередині тіла, створюючи пурпурові плями в найнижчих точках тіла (відносно сили тяжіння).
- Мертвонародження. Якщо можна безсумнівно встановити, що немовля померло до народження, про що свідчать пухирі на шкірі, надзвичайно м'яка голова та сильний неприємний запах, не слід намагатися проводити реанімацію. Якщо є навіть найменша надія, що немовля життєздатне, слід розпочати серцево-легеневу реанімацію; у деяких юрисдикціях стверджується, що всім немовлятам слід докладати зусиль для порятунку життя, щоб переконати батьків, що було вжито всіх можливих заходів для порятунку їхньої дитини, навіть якщо медичні працівники могли їх вважати марними.
- Наявність актуальної відмови від реанімації.

Незалежно від пацієнта, констатація смерті завжди повинна робитися з абсолютною впевненістю і лише після того, як буде встановлено, що пацієнт не підлягає реанімації. Таке рішення є досить делікатним і може бути важким для прийняття.
Юридичні визначення смерті різняться залежно від місця події: наприклад, незворотна смерть стовбура мозку, тривала клінічна смерть тощо.